# Classe Delta
La classe Delta o Progetto 667 (in cirillico: Проект 667, nome in codice NATO: Delta) è una classe di sottomarini lanciamissili balistici a propulsione nucleare di fabbricazione sovietica entrata in servizio a partire dal 1972 ed il cui nome in codice è divenuto, in Occidente, più noto dell'originale denominazione di progetto.
Realizzata in oltre 40 esemplari costruiti fra i cantieri di Severodvinsk e Kmosomolsk sull'Amur, i battelli di questa classe vengono tipicamente suddivisi in quattro sotto-classi (Delta I, Delta II, Delta III e Delta IV), risultato dei continui aggiornamenti a cui è stato sottoposto il progetto originale.
Principale vettore degli SLBM R-29 ed R-29D, ne è incominciata la radiazione a partire dagli anni novanta. A questa classe, inoltre, appartengono i sommergibili adibiti a missioni speciali BS-136 Orenburg e BS 64 Podmoskovye, riconvertiti a tale scopo negli anni duemiladieci.
Al 2021, prestano servizio attivo nei ranghi della marina della Federazione Russa un esemplare Delta III e sei esemplari Delta IV; di quest'ultimi verrà avviato il ritiro a partire dal 2022 ed in concomitanza con l'entrata in servizio dei più moderni Borei-A.

## Delta I
Classe costituita dalle unità appartenenti al Progetto 667B Murena (in cirillico: Проект 667Б Мурена, nome in codice NATO: Delta I). Costruita in 18 esemplari, gli ultimi battelli sono stati dismessi nel 1999 e tutti risultano demoliti.

### Sviluppo
Lo sviluppo di un nuovo sottomarino atomico lanciamissili balistici venne autorizzato 1965.
Kovalev, dell'ufficio tecnico Rubin, progettò un battello piuttosto simile alla precedente classe Yankee, anche se più perfezionato. Infatti, questa nuova versione (denominata progetto 667B) era in grado di imbarcare i nuovi missili balistici navali R-29 (nome in codice NATO: SS-N-18).
Molta attenzione fu data allo sviluppo di nuovi sistemi di puntamento, in modo da rendere i missili più precisi.
La costruzione del primo esemplare (chiamato K 279) venne intrapresa nel cantiere navale Sevmash di Severodvinsk, dove il sottomarino venne varato nel 1971. L'ingresso in servizio nella Flotta del Nord avvenne il 22 dicembre 1972.
La costruzione avvenne, oltre che a Severodvinsk, anche a Komsomol'sk-na-Amure (gli esemplari usciti da questo cantiere andarono ad equipaggiare la Flotta del Pacifico).

### Armamento e tecnica

Schema di un sottomarino classe Delta I

I dati inseriti in tabella si riferiscono alla versione base. Dal punto di vista tecnico, erano leggermente più grandi della precedente classe Yankee, ed anche il dislocamento era superiore. Lo scafo interno era diviso in dieci compartimenti
Il sistema propulsivo era il medesimo della classe Yankee.
Decisamente più perfezionata era invece la strumentazione di bordo: infatti, i sistemi di navigazione imbarcati, il Tobol-B ed il Ciclone-B (satellitare) erano più moderni.
Il sistema di lancio utilizzato era il D-9, con 12 missili. Il numero di vettori imbarcato era dunque inferiore, ma gli SS-N-18 avevano prestazioni decisamente superiori a quelle degli SS-N-6 Serb. Il fuoco in immersione poteva avvenire ad una velocità di cinque nodi. Grazie all'elevato grado di automazione, i tempi di preparazione al lancio erano decisamente inferiori rispetto alla versione precedente.
L'armamento comprendeva anche quattro tubi lanciasiluri da 533 mm.

### Il servizio
Il primo esemplare entrò in servizio nel 1972 nella Flotta del Nord, seguito da altri 17 esemplari entrati in servizio fino al 1977 (il dispiegamento nel Pacifico iniziò nel 1976).
Dei 18 esemplari costruiti, 10 provenivano dal cantiere navale di Severodvinsk, ed 8 da quello di Komsomol'sk-na-Amure.
La notevole gittata dei loro missili permetteva a questi battelli di operare in aree remote, e di reagire ad attacchi nucleari anche quando erano ormeggiati nella loro base.
Tuttavia, a differenza dei loro predecessori, non erano in grado di superare le barriere sonar predisposte dalla NATO, ed erano costretti ad agire protetti dal resto della flotta.
La gran parte degli esemplari venne radiata intorno alla metà degli anni novanta e conseguentemente demolita.

### Unità
| Nome             | Impostazione      | Varo              | Entrata in servizio | Flotta       | Disarmo | Stato          | Note              |
| ---------------- | ----------------- | ----------------- | ------------------- | ------------ | ------- | -------------- | ----------------- |
| K 279            | 30 marzo 1970     | 20 dicembre 1971  | 27 dicembre 1972    | del Nord     | 1992    | Fuori servizio | Demolito nel 2001 |
| K 447 Kislovodsk | 18 marzo 1972     | 31 dicembre 1972  | 30 settembre 1973   | del Nord     | 2004    | Fuori servizio | Demolito nel 2004 |
| K 450            | 30 luglio 1971    | 15 aprile 1973    | 29 dicembre 1973    | del Nord     | 1993    | Fuori servizio | Demolito nel 1998 |
| K 366            | 03 giugno 1973    | 06 agosto 1974    | 30 dicembre 1974    | del Pacifico | 1993    | Fuori servizio | Demolito nel 2003 |
| K 385            | 20 ottobre 1971   | 18 giugno 1973    | 30 dicembre 1973    | del Nord     | 1994    | Fuori servizio | Demolito nel 2003 |
| K 417            | 05 settembre 1974 | 05 giugno 1975    | 20 dicembre 1975    | del Pacifico | 1995    | Fuori servizio | Demolito nel 1999 |
| K 457            | 31 dicembre 1971  | 25 agosto 1973    | 30 dicembre 1973    | del Nord     | 1998    | Fuori servizio | Demolito nel 2003 |
| K 465            | 22 marzo 1972     | 12 febbraio 1973  | 30 settembre 1974   | del Nord     | 1994    | Fuori servizio | Demolito nel 2000 |
| K 460            | 06 maggio 1972    | 02 luglio 1974    | 20 settembre 1974   | del Nord     | 1995    | Fuori servizio | Demolito nel 1998 |
| K 472            | 08 ottobre 1972   | 26 aprile 1974    | 14 novembre 1974    | del Nord     | 1995    | Fuori servizio | Demolito nel 1998 |
| K 475            | 17 ottobre 1972   | 25 giugno 1974    | 23 dicembre 1974    | del Nord     | 1995    | Fuori servizio | Demolito nel 1998 |
| K 477            | 12 maggio 1974    | 13 luglio 1975    | 30 dicembre 1975    | del Pacifico | 1995    | Fuori servizio | Demolito nel 2003 |
| K 497            | 21 febbraio 1975  | 29 aprile 1976    | 31 ottobre 1976     | del Pacifico | 1995    | Fuori servizio | Demolito nel 2003 |
| K 171            | 24 gennaio 1973   | 08 aprile 1974    | 29 dicembre 1974    | del Nord     | 1995    | Fuori servizio | Demolito nel 2001 |
| K 500            | 25 luglio 1975    | 14 luglio 1976    | 19 dicembre 1976    | del Pacifico | 2000    | Fuori servizio | Demolito nel 2004 |
| K 512            | 21 gennaio 1976   | 26 settembre 1976 | 18 dicembre 1977    | del Pacifico | 1995    | Fuori servizio | Demolito nel 2003 |
| K 523            | 07 gennaio 1976   | 05 marzo 1977     | 30 ottobre 1977     | del Pacifico | 1995    | Fuori servizio | Demolito nel 2000 |
| K 530            | 11 maggio 1976    | 23 luglio 1977    | 28 dicembre 1977    | del Pacifico | 1999    | Fuori servizio | Demolito nel 2001 |

## Delta II
Classe costituita dalle unità appartenenti al Progetto 667BD Murena-M (in cirillico: Проект 667БД Мурена-M, nome in codice NATO: Delta II). Costruita in 4 esemplari, gli ultimi battelli sono stati dismessi nel 1996 e tutti risultano demoliti.

### Sviluppo
Il progettista Kovalev sviluppò questa versione a partire dal 1967, riprendendo in gran parte il progetto della serie precedente. Lo scopo della nuova versione era principalmente quello di aumentare il numero di missili imbarcati, oltre che di diminuire la rumorosità.
I Delta II entrarono in servizio a partire dal 1975.

### Armamento e tecnica

Schema di un sottomarino classe Delta II

La nuova versione venne sviluppata principalmente per aumentare il numero di missili imbarcati: questi passarono infatti da 12 a 16. I missili erano di una versione migliorata, gli R-29DD, ed utilizzavano il sistema di lancio D-9D.

L'aggiunta di quattro tubi per i missili fu possibile grazie allungando lo scafo di 16 metri in corrispondenza del quarto e del quinto compartimento. L'aumento di dimensioni provocò, ovviamente, un aumento del dislocamento di 1.500 tonnellate in emersione e 2.000 in immersione rispetto alla versione base. Anche l'equipaggio aumentò leggermente, arrivando a 130 elementi.

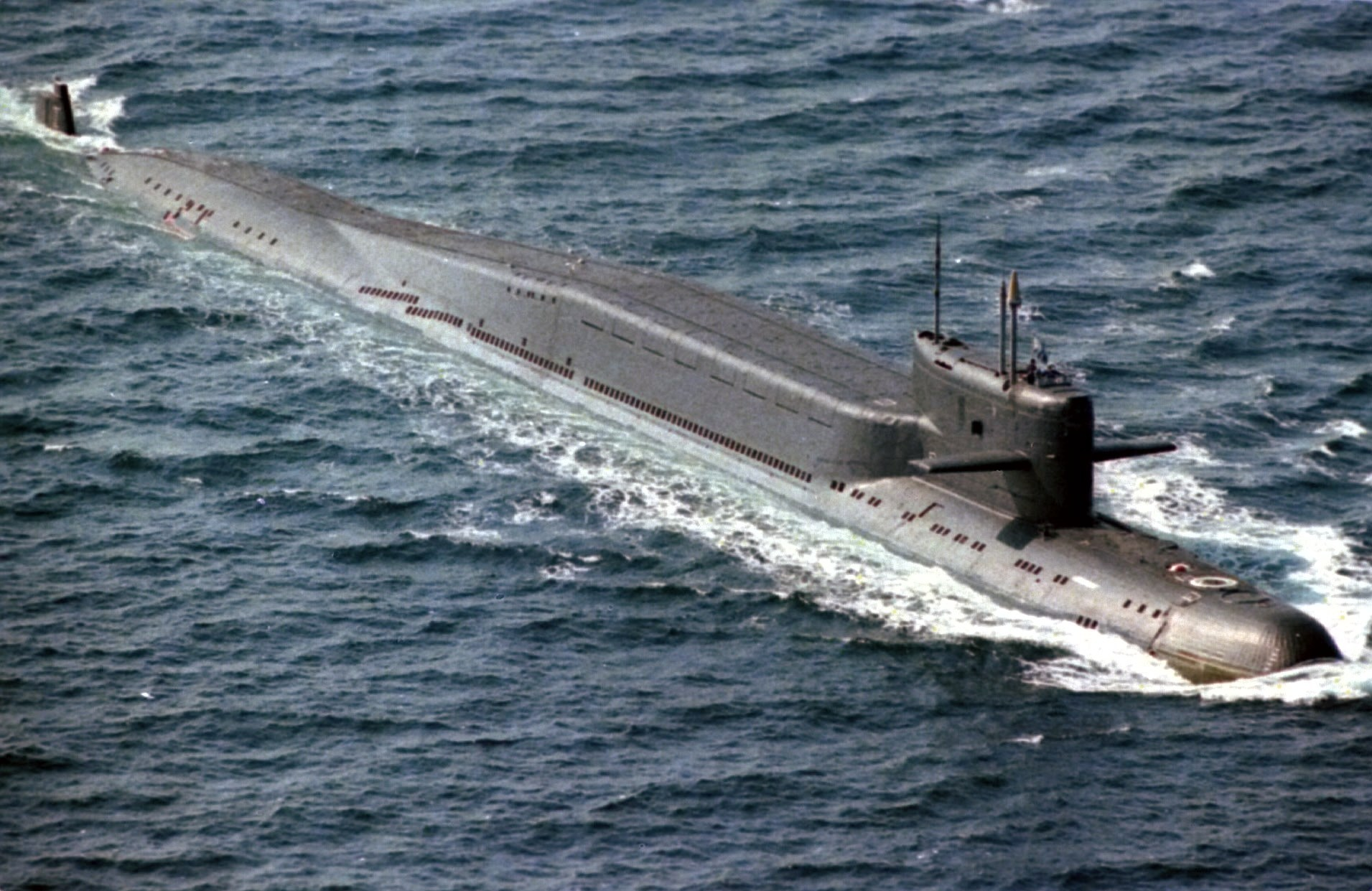
Un battello della serie Delta II

Visto che però l'impianto propulsivo era rimasto lo stesso, la velocità in immersione diminuì leggermente (da 25 a 24 nodi).
Il sistema di navigazione era il Tobol-BD.
Una leggera modifica riguardò anche l'armamento: ai quattro tubi da 533 mm della versione base, ne vennero aggiunti due da 400 mm.

### Il servizio
Vennero costruiti solo quattro esemplari della classe Delta II, a causa dello sviluppo della nuova versione. La costruzione avvenne a Severodvinsk.
Questi battelli prestarono servizio nella Flotta del Nord, inquadrati nella terza flottiglia. Oggi sono stati tutti ritirati dal servizio.

### Unità
| Nome                         | Impostazione     | Varo            | Entrata in servizio | Flotta   | Disarmo | Stato          | Note              |
| ---------------------------- | ---------------- | --------------- | ------------------- | -------- | ------- | -------------- | ----------------- |
| K 182 60° Velikogo Oktyabrya | 10 aprile 1973   | 12 gennaio 1975 | 30 settembre 1975   | del Nord | 1995    | Fuori servizio | Demolito nel 2000 |
| K 92                         | 9 luglio 1973    | 3 maggio 1975   | 17 dicembre 1975    | del Nord | 1995    | Fuori servizio | Demolito nel 2000 |
| K 193                        | 3 settembre 1973 | 1 luglio 1975   | 30 dicembre 1975    | del Nord | 1996    | Fuori servizio | Demolito nel 1998 |
| K 421                        | 30 novembre 1973 | 1 luglio 1975   | 30 dicembre 1975    | del Nord | 1996    | Fuori servizio | Demolito nel 1999 |

## Delta III
Classe costituita dalle unità appartenenti al Progetto 667BDR Kalmar (in cirillico: Проект 667БДP Кальмар, nome in codice NATO: Delta III). Costruita in 14 esemplari, la maggioranza dei battelli sono stati dismessi o demoliti. Ultimi battelli della classe in servizio sono: il BS-136 Orenburg ed il K-44 Ryazan.

### Sviluppo
Lo sviluppo iniziò nel 1972, sempre ad opera dell'ufficio tecnico Rubin. Il progetto risulta piuttosto simile a quello della versione precedente. Particolare cura fu messa nello sviluppo di nuovi sistemi elettronici e, in particolare, del sistema di controllo del fuoco.
Rispetto alla versione precedente l'armamento risultò molto migliorato: infatti, si trattò del primo sottomarino sviluppato in URSS ad essere in grado di sparare un numero elevato di missili con una sola salva.
Il primo battello di questa versione, il K 441 26 Zvezda KPSS, entrò in servizio nel 1976. La produzione terminò nel 1982 dopo quattordici esemplari costruiti per privilegiare la nuova versione.

### Armamento e tecnica

Schema di un sottomarino classe Delta III

Il punto di forza della serie Delta III, all'epoca dell'ingresso in servizio, era sicuramente il sistema missilistico che era stato imbarcato. Infatti, il suo armamento principale comprende sedici missili balistici per impiego navale R-29R (una versione ulteriormente aggiornata dell'SS-N-18): si trattava del primo missile sovietico di questo tipo in grado di imbarcare testate multiple (MIRV). Nello specifico, ogni missile ne può contenere da tre a sette, con la gittata che varia di conseguenza (da 6.500 ad 8.000 km). Grazie al sofisticato sistema di lancio D-9R, questi sottomarini sono in grado di lanciare un elevato numero di missili con una singola salva.
I silos dei missili sono alloggiati nello scafo interno.
L'armamento antinave è il medesimo della versione precedente. I sei tubi lanciasiluri (quattro da 533 mm e due da 400 mm) sono sistemati a prua: il munizionamento complessivo ammonta a sedici siluri. I tubi lanciasiluri sono forniti di un sistema di caricamento rapido.
Le dimensioni sono praticamente le stesse della versione precedente, così come il dislocamento (10.600 tonnellate in emersione, 13.050 in immersione). Il sistema propulsivo è costituito da due reattori VM-4-2 da 90 MW, in grado di generare una potenza unitaria di 60.000 hp.
La velocità è la medesima della versione precedente.
La profondità operativa è di 450 metri.
Per quanto riguarda l'elettronica, i Delta III imbarcano il sistema di controllo di combattimento Almaz-BDR, che permette di lanciare i siluri anche ad elevate profondità. Il sonar è il Rubikon. Il sistema di navigazione imbarcato è il Tobol-M-1, che in seguito venne sostituito con il Tobol-M-2.
Inoltre, questi sottomarini montano anche il sistema di navigazione idroacustico Bumblebee(nome NATO), in grado di determinare la posizione attraverso l'utilizzo di apposite boe idroacustiche. Grazie all'utilizzo di un'antenna galleggiante, questi battelli sono in grado di ricevere messaggi radio, dati sui bersagli ed informazioni dal satellite anche a profondità elevate.
L'equipaggio, di 130 elementi, è invariato rispetto alla versione precedente.
La vita operativa di questi battelli è stimata essere circa 20-25 anni.

### Il servizio
I Delta III entrarono in servizio a partire dal 1976. Durante la Guerra Fredda, questi sottomarini vennero inquadrati sia nella Flotta del Nord, sia in quella del Pacifico.
Gli esemplari in servizio con la Flotta del Nord erano basati nei porti di Sajda ed Olyneya. Negli anni novanta, tutti i battelli vennero trasferiti in quest'ultima località (sita nella baia di Jagel'naja). Attualmente, il K 496 Borisoglebsk, l'unico Delta III attualmente in servizio con questa flotta, risulta inquadrato nel 12º Squadrone della 31ª Divisione, a Gadžievo (baia di Jagel'naja).
Gli esemplari in servizio nella Flotta del Pacifico erano invece riuniti in una divisione basata in Kamčatka, e costituivano il 16º Squadrone. Gli esemplari superstiti sono ancora in questa unità.

### Unità
| Nome                               | Impostazione      | Varo              | Entrata in servizio | Flotta       | Disarmo    | Stato          | Note              |
| ---------------------------------- | ----------------- | ----------------- | ------------------- | ------------ | ---------- | -------------- | ----------------- |
| K 424                              | 30 gennaio 1974   | 31 dicembre 1975  | 30 dicembre 1976    | del Pacifico | 28/03/1995 | Fuori servizio | Demolito nel 1998 |
| K 441 26 Zvezda KPSS               | 05 luglio 1974    | 25 maggio 1976    | 30 dicembre 1976    | del Pacifico | 28/03/1995 | Fuori servizio | Demolito nel 2000 |
| K 449                              | 19 novembre 1975  | 29 luglio 1976    | 30 dicembre 1976    | del Pacifico | 2001       | Fuori servizio | Demolito nel 2003 |
| K 455                              | 16 ottobre 1976   | 16 febbraio 1977  | 30 agosto 1977      | del Pacifico | 2000       | Fuori servizio | Demolito nel 2003 |
| K 490                              | 11 giugno 1976    | 21 marzo 1977     | 30 ottobre 1977     | del Pacifico | 2003       | Fuori servizio | Demolito nel 2006 |
| K 487                              | 12 settembre 1976 | 06 aprile 1977    | 27 dicembre 1977    | del Nord     | 1998       | Fuori servizio | Demolito nel 1999 |
| K 496 Borisoglebsk                 | 23 maggio 1978    | 13 settembre 1978 | 30 agosto 1979      | del Nord     | 2009       | Fuori servizio | Demolito nel 2010 |
| K 506 Zelenograd                   | 29 dicembre 1975  | 26 marzo 1979     | 30 novembre 1979    | del Pacifico | 2010       | Fuori servizio | Demolito nel 2016 |
| K 211 Petropavlovsk-Kamchatskiy    | 19 aprile 1979    | 13 dicembre 1979  | 28 agosto 1980      | del Nord     | 2010       | Fuori servizio | Demolito nel 2021 |
| K 223 Podolsk                      | 19 novembre 1979  | 30 aprile 1980    | 25 dicembre 1980    | del Pacifico | 2016       | Fuori servizio | Demolito nel 2020 |
| K 180                              | 27 aprile 1980    | 11 agosto 1980    | 25 agosto 1981      | del Pacifico | 2003       | Fuori servizio | Demolito nel 2004 |
| K 443 Svyatoy Giorgiy Pobedonosets | 24 agosto 1979    | 20 giugno 1980    | 15 dicembre 1980    | del Nord     | 2018       | Fuori servizio | In demolizione    |
| BS-136 Orenburg (ex K-129)         | 04 settembre 1979 | 15 aprile 1981    | 11 maggio 1981      | del Nord     | -          | Attivo         | Special purpose   |
| K 44 Ryazan                        | 31 gennaio 1980   | 19 gennaio 1982   | 17 settembre 1982   | del Pacifico | 2023       | Fuori servizio | In demolizione    |

## Delta IV
Classe costituita dalle unità appartenenti al Progetto 667BDRM Delfin (in cirillico: Проект 667БДP Дельфин, nome in codice NATO: Delta IV). Costruita in 7 esemplari, i battelli risultano al 2021 tutti in servizio attivo. La loro dismissione inizierà a partire dal 2022.

### Sviluppo
Lo sviluppo, curato dall'ingegner Kovalev, iniziò il 10 settembre 1975 presso l'ufficio tecnico Rubin. Il progetto era ampiamente basato su quello della versione precedente, anche se le dimensioni erano decisamente superiori. Durante lo sviluppo, vennero messi a punto numerosi accorgimenti per ridurre la rumorosità.
La costruzione di questi sottomarini venne intrapresa a Severodvinsk, parallelamente a quella dei classe Typhoon.
Il primo esemplare, il K 51 Verkhoturye, venne varato nel 1985 ed entrò in servizio l'anno seguente. A questo primo sottomarino ne seguirono altri sei, entrati in servizio fino al 1992, tutti nella Flotta del Nord.
La costruzione di ulteriori due esemplari venne cancellata in seguito al crollo dell'Unione Sovietica.

### Armamento e tecnica

Schema di un sottomarino classe Delta IV

I Delta IV sono, dal punto di vista progettuale, piuttosto simili alla versione precedente. Tuttavia, le dimensioni generali dei battelli sono maggiori. Infatti, la lunghezza di questa versione raggiunge i 167 metri, mentre la larghezza è rimasta invariata. L'aumento di dimensioni ha, ovviamente, comportato un notevole incremento del dislocamento, che ha raggiunto le 11.740 tonnellate in emersione e le 18.200 in immersione.
La velocità è più o meno la stessa della versione precedente, così come l'equipaggio (130 elementi). L'autonomia è di 80 giorni.

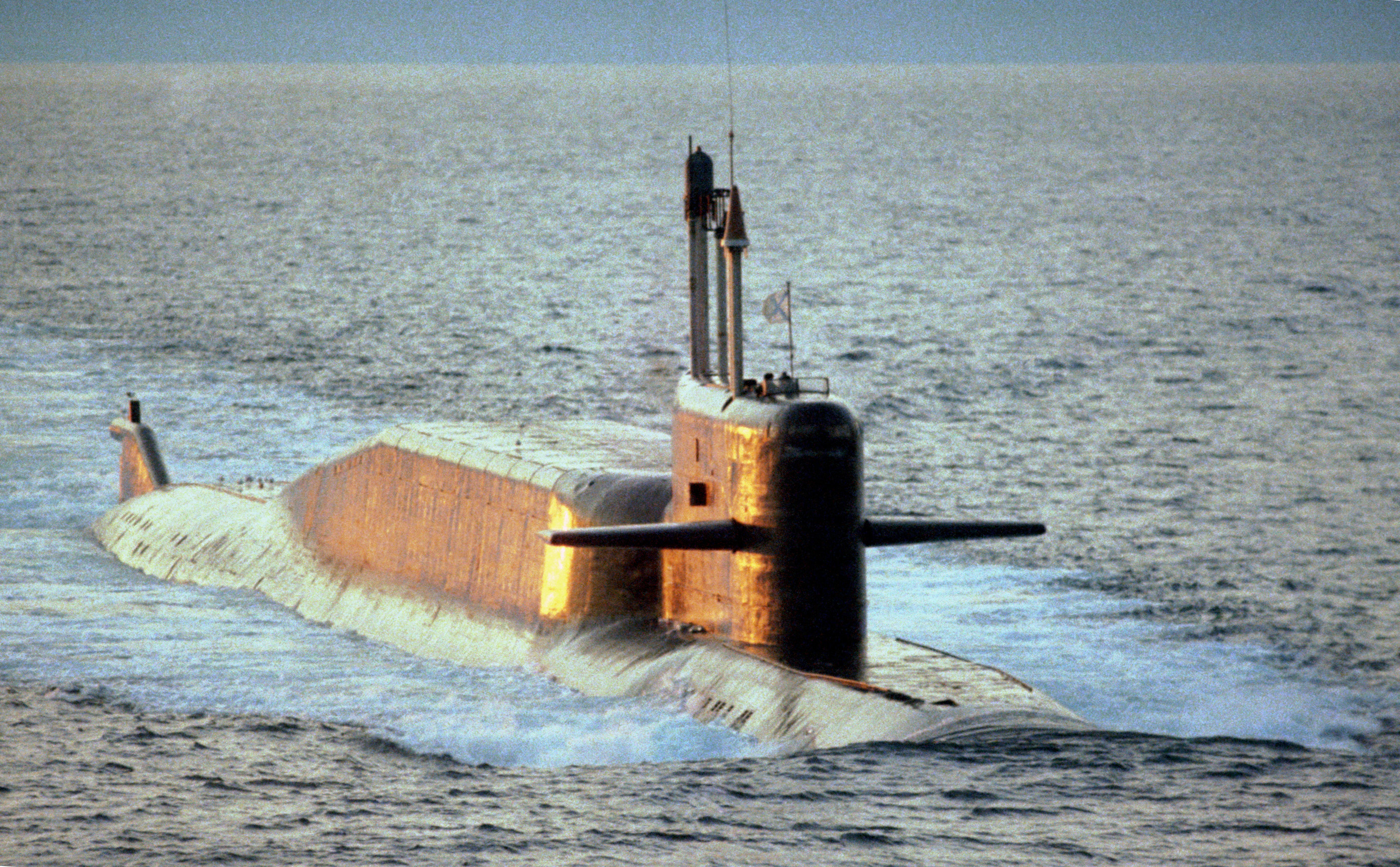
Un sottomarino Delta IV, appartenente alla versione più recente di questa classe

Per ridurre la rumorosità, sia lo scafo esterno che quello interno sono rivestiti da una sostanza antirumore più efficace rispetto a quella della versione precedente. Un altro accorgimento utilizzato è stato quello di isolare le due turbine GT3A-365 dallo scafo pressurizzato e di installare delle eliche speciali appositamente progettate.
Inoltre, per aumentare l'affidabilità, alcune parti dello scafo pressurizzato sono state costruite in acciaio trattato.
La profondità operativa massima è di 400 metri.
Per quanto riguarda l'armamento missilistico, questo inizialmente prevedeva 16 SS-N-18 (nella versione perfezionata R-29RM) a propellente liquido, in grado di essere equipaggiati con testate multiple. Il sistema di lancio utilizzato era il D-9RM. A differenza delle versioni precedenti, i Delta IV potevano sparare i missili in ogni direzione, seguendo una rotta costante in un settore circolare. Tutti i missili potevano essere lanciati con una sola salva. Il lancio subacqueo veniva effettuato ad una profondità di 55 metri alla velocità di 6 o 7 nodi.
Attualmente, questi sottomarini hanno ricevuto i nuovi RSM-54 (nome in codice NATO: SS-N-23 Skiff). Si tratta di missili a tre stadi a propellente solido con una gittata di 8.300 km, in grado di imbarcare quattro MIRV da 100kt (occorre sottolineare che di questo missile ne è stata sviluppata una versione a 10 testate. Tuttavia, questa non è mai stata prodotta).
I missili sono, come al solito, alloggiati nello scafo interno.
Inoltre, i Delta IV sono equipaggiati con il TRV-671 RTM, un sistema d'arma per il lancio di missili e siluri composto da 4 tubi da 533 mm. La dotazione comprende 18 tra missili antinave SS-N-15 e siluri di tutti i tipi. Tutte le torpedini sono sistemate a prua.
Le attività di combattimento, i sistemi di bordo e le armi (siluri e missili) sono controllate dall'Omnibus-BDRM, un sistema di gestione della battaglia estremamente sofisticato. L'accuratezza dei missili è possibile grazie all'utilizzo del sistema di navigazione Shlyuz, che permette anche la navigazione stellare a quota periscopica. Il sistema di navigazione comprende inoltre due boe con antenna per ricevere, anche a grande profondità, messaggi radio, informazioni sui bersagli e segnali del sistema di navigazione satellitare. Il sottomarino è equipaggiato anche con il sistema idroacustico Skat-VDRM.
La vita operativa di questi sottomarini è stimata essere circa 20-30 anni. Tuttavia, in assenza di una revisione approfondita ogni 7-8 anni, la vita operativa si riduce a 10-15 anni.

### Il servizio
I Delta IV, entrati in servizio a partire dal 1986, hanno come loro compito primario quello di attaccare le installazioni militari ed industriali dei Paesi appartenenti alla NATO.
Tutti gli esemplari hanno prestato, e prestano tuttora, servizio nella Flotta del Nord.
Durante la Guerra Fredda, erano basati ad Olenya. Oggi sono a Jagel'naja, inquadrati nella 13ª Divisione.
Il 6 agosto 1991 il K 407 Novomoskovsk, durante l'operazione "Behemoth" che simulava lo scenario di guerra nucleare con gli USA, lanciò una salva di 16 missili SS-N-23. L'operazione richiese 3 minuti e 44 secondi, con il lancio di un missile ogni 14 secondi. Il 1° e il 16° missile colpirono i bersagli designati nel poligono di Kura, mentre gli altri si autodistrussero. Evento considerato record mondiale..
La produzione totale della classe Delta IV ammonta a sette esemplari, tutti costruiti presso il cantiere di Severodvinsk.

### Unità
| Nome               | Impostazione     | Varo             | Entrata in servizio | Flotta   | Disarmo | Stato   | Note                                                |
| ------------------ | ---------------- | ---------------- | ------------------- | -------- | ------- | ------- | --------------------------------------------------- |
| K 51 Verkhoturye   | 23 febbraio 1981 | 07 marzo 1984    | 29 dicembre 1984    | del Nord |         | Attivo  | Ammodernato nel 2012                                |
| K 84 Yekaterinburg | 17 febbraio 1982 | 17 marzo 1985    | 30 dicembre 1985    | del Nord | 2022    | Radiato |                                                     |
| BS 64 Podmoskovye  | 18 dicembre 1982 | 02 febbraio 1986 | 23 dicembre 1986    | -        |         | Attivo  | Special purpose dal 2015                            |
| K 114 Tula         | 22 febbraio 1984 | 22 gennaio 1987  | 30 ottobre 1987     | del Nord |         | Attivo  | Ammodernato nel 2018                                |
| K 117 Bryansk      | 20 aprile 1985   | 08 febbraio 1988 | 30 settembre 1988   | del Nord |         | Attivo  | In riparazione, rientro nel 2024                    |
| K 18 Karelia       | 07 febbraio 1986 | 02 febbraio 1989 | 10 ottobre 1989     | del Nord |         | Attivo  | Ammodernato nel 2010, in aggiornamento fino al 2026 |
| K 407 Novomoskovsk | 14 luglio 1987   | 27 novembre 1990 | 01 dicembre 1990    | del Nord |         | Attivo  |                                                     |

## Galleria d'immagini

Profilo dei Delta I
Profilo dei Delta II
Profilo dei Delta III
Profilo dei Delta IV